# Smerinthus kindermannii
Smerinthus kindermannii is een vlinder uit de familie van de pijlstaarten (Sphingidae). De wetenschappelijke naam van de soort werd in 1853 gepubliceerd door Julius Lederer.